# Tolohomiady
Tolohomiady ou Antolohomiady est une commune rurale de Madagascar, située dans le district d'Ihosy, dans la partie centrale de la région Ihorombe.